# احمد صقر
احمد صقر (عربی: أحمد علي صقر؛ زادهٔ ۷ آوریل ۱۹۷۰) بازیکن فوتبال اهل لبنان بود.
وی همچنین در تیم ملی فوتبال لبنان بازی کرده‌است.